# Джексонпорт (Арканзас)
Джексонпорт (англ. Jacksonport) — місто (англ. town) в США, в окрузі Джексон штату Арканзас. Населення — 150 осіб (2020).

## Географія
Джексонпорт розташований на висоті 69 метрів над рівнем моря за координатами 35°38′31″ пн. ш. 91°18′29″ зх. д. / 35.64194° пн. ш. 91.30806° зх. д. (35.641833, -91.308020).  За даними Бюро перепису населення США в 2010 році місто мало площу 0,90 км², уся площа — суходіл. В 2017 році площа становила 0,97 км², уся площа — суходіл.

## Демографія
Згідно з переписом 2010 року, у місті мешкало 212 осіб у 90 домогосподарствах у складі 59 родин. Густота населення становила 237 осіб/км².  Було 96 помешкань (107/км²). 
Расовий склад населення:
| - 90,1 % — білих - 5,2 % — чорних або афроамериканців - 1,9 % — корінних американців |

До двох чи більше рас належало 2,8 %. Іспаномовні складали 1,9 % від усіх жителів.
За віковим діапазоном населення розподілялося таким чином: 21,2 % — особи молодші 18 років, 60,9 % — особи у віці 18—64 років, 17,9 % — особи у віці 65 років та старші. Медіана віку мешканця становила 45,0 року. На 100 осіб жіночої статі у місті припадало 116,3 чоловіків;  на 100 жінок у віці від 18 років та старших — 108,7 чоловіків також старших 18 років.
За межею бідності перебувало 22,4 % осіб, у тому числі 38,5 % дітей у віці до 18 років та 8,5 % осіб у віці 65 років та старших.
Цивільне працевлаштоване населення становило 41 осіб. Основні галузі зайнятості: освіта, охорона здоров'я та соціальна допомога — 41,5 %, виробництво — 26,8 %, роздрібна торгівля — 7,3 %, мистецтво, розваги та відпочинок — 4,9 %.

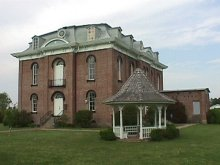
істечкорична будівля суду в Джексонпорті

За даними перепису населення 2000 року в Джексонпорті мешкало 235 осіб, 66 сімей, налічувалося 104 домашніх господарств і 114 житлових будинків. Середня густота населення становила близько 261,1 особа на один квадратний кілометр. Расовий склад Джексонпорта за даними перепису розподілився таким чином: 94,47% білих, 2,98% — чорних або афроамериканців, 0,43% — корінних американців, 2,13% — представників змішаних рас.
Із 104 домашніх господарств в 25,0% — виховували дітей віком до 18 років, 49,0% представляли собою подружні пари, які спільно проживали, в 9,6% сімей жінки проживали без чоловіків, 36,5% не мали сімей. 29,8% від загального числа сімей на момент перепису жили самостійно, при це 11,5% склали самотні літні люди у віці 65 років та старше. Середній розмір домашнього господарства склав 2,26 особи, а середній розмір родини — 2,83 особи.
Населення містечка за віковим діапазоном за даними перепису 2000 року розподілилося таким чином: 20,0% — жителі молодше 18 років, 10,6% — між 18 і 24 роками, 27,2% — від 25 до 44 років, 28,9% — від 45 до 64 років і 13,2% — у віці 65 років та старше. Середній вік мешканця склав 41 рік. На кожні 100 жінок в Джексонпорті припадало 97,5 чоловіків, у віці від 18 років та старше — 86,1 чоловіків також старше 18 років.
Середній дохід на одне домашнє господарство в містечкі склав 26 563 долара США, а середній дохід на одну сім'ю — 28 333 долара. При цьому чоловіки мали середній дохід в 26 083 долара США на рік проти 18 750 доларів середньорічного доходу у жінок. Дохід на душу населення в містечкі склав 14 150 доларів на рік. 21,9% від усього числа сімей в окрузі і 22,9% від усієї чисельності населення перебувало на момент перепису населення за межею бідності, при цьому 25,5% з них були молодші 18 років і 17,9% — у віці 65 років та старше.